# Cláudio Hummes
Cláudio kardinál Hummes OFM, rodným jménem Aury Alfonso (8. srpna 1934 Montenegro, Brazílie – 4. července 2022 São Paulo) byl brazilský římskokatolický kněz, arcibiskup Sao Paolo, prefekt Kongregace pro klérus a kardinál.

## Kněz
Jeho rodina má německé kořeny, vstoupil do řádu františkánů a přijal řádové jméno Cláudio. Řeholní sliby složil v roce 1956, kněžské svěcení přijal v roce 1958. Získal doktorát z filozofie, kterou poté přednášel ve františkánském semináři v Garibaldi. V letech 1972 až 1975 byl provinciálem františkánské provincie v Rio Grande do Sul.

## Biskup
Biskupské svěcení přijal v roce 1975, arcibiskupem v San Paolo byl jmenován v roce 1998. Byl aktivní na poli ekumenického dialogu a v podporování činnosti laiků, zvláště byl oporou dělníků a odborářů, jakožto biskup odpovědný v Brazílii za pastoraci mezi dělníky se podílel také na stávkách. Patřil mezi organizátory Světového setkání rodin s papežem v Rio de Janeiro v roce 1997.

## Kardinál
Kardinálem ho jmenoval papež Jan Pavel II. v roce 2001. Zvláště se věnoval formaci kněží a evangelizaci prostřednictvím hromadných sdělovacích prostředků. Prefektem Kongregace pro klérus ho jmenoval papež Benedikt XVI. v říjnu 2006. Na tuto funkci rezignoval vzhledem k dovršení kanonického věku v roce 2010. Jeho nástupcem se stal arcibiskup Mauro Piacenza.

## Názory na celibát
„Církev může o této otázce diskutovat, protože celibát není žádné dogma, nýbrž disciplinární nařízení,“ uvedl podle médií Hummes v roce 2007, kdy byl prefektem Kongregace pro klérus. Upozornil na to, že i někteří apoštolové – mezi nimi například Petr – ženatí byli. „Církev není strnulá, je to instituce, která se mění, když se změnit musí,“ řekl údajně Hummes.
Poté, co tyto jeho výroky převzaly média, upřesnil Hummes pro vatikánské tiskové středisko, že změny ohledně celibátu kněží v katolické církvi římského ritu nejsou na pořadu dne. „Římská církev si vybírá kněze z těch mužů, kteří si dobrovolně zvolili celibát, což nikdy nebylo žádné dogma, ale disciplinární norma, platná pro latinský neboli římský ritus. Pro církve východních ritů, včetně těch katolických, které mají společenství s římskou církví, je existence ženatých kněží normální“. Připomněl, že na nedávném Biskupském synodu o kněžství byl nejrozšířenější názor, že úprava této disciplinární normy by nevyřešila nedostatek povolání ke kněžství, neboť ten je vázán na jiné příčiny, které vyplývají ze sekularizované kultury, což potvrzuje situace nedostatku kněží v těch křesťanských společenstvích, v nichž jsou kněží či pastoři ženatí. 